# Islamic Republic of Iran Broadcasting
IRIB ou Islamic Republic of Iran Broadcasting (en français « Radio-télévision de la république islamique d’Iran »)
(en persan : سازمان صدا و سيمای جمهوری اسلامی ايران, Sāzmān-e Sedā va Sima-ye Jomhūrī-ye Eslāmī-ye Īrān) est une entreprise iranienne contrôlant la radio et la télévision d'État.

## Place de l'IRIB dans la constitution iranienne
D'après l'article 175 de la Constitution de l'Iran, la télédiffusion privée est interdite. Avant la révolution iranienne, la radio-télévision nationale était connue sous le nom de « Radio et télévision nationales iraniennes (RTNI).
La constitution spécifie plus loin que le directeur de l'organisation est choisi directement par le guide suprême pour cinq ans, et deux représentants de l'administration judiciaire, du président et du parlement contrôlent l'organisation. Depuis 2016, le directeur est Abdulali Ali-Asgari.
L'IRIB est l'organe de relais des propos du gouvernement de la république islamique depuis la révolution de 1979. La constitution de la république islamique d'Iran proclame: « La liberté d'expression et de publication des idées de l'IRIB doit s'exercer en conformité avec les lois islamiques et les intérêts nationaux. »

## Histoire
De 2004 à 2014, l'IRIB est dirigée par Ezzatollah Zarghami, qui est en faveur d'une politique pro-arabe et pro-Islam. En septembre 2010, l'IRIB lance un bouquet de chaînes en continu en arabe et orientées vers la promotion des productions audiovisuelles et cinématographiques iraniennes. Les programmes sont diffusés en Syrie, au Liban, dans les Émirats arabes unis, ainsi qu'en Afghanistan, Tadjikistan, Ouzbékistan, et Inde.
En décembre 2022, l'IRIB ainsi que plusieurs de ses dirigeants (Peyman Jebelli (fa), directeur, Mohsen Bormahani, vice-directeur, Ameneh Sadat Zabihpour, cheffe de la rédaction en langue farsi et Ali Rezvani, présentateur) sont sanctionnés par l'Union européenne pour leurs activités pendant la répression des manifestations consécutives à la mort de Mahsa Amini. L'UE accuse l'IRIB d'être responsable de violations des droits humains en Iran en diffusant des aveux contraints, présentés comme des confessions, de détenus.

## Faits à propos de l'IRIB
- L'IRIB a des branches dans dix-sept pays, dont la France, et diffuse dans plus de 25 langues.
- L'IRIB diffuse sur quatre canaux nationaux en Iran, un canal d'informations internationales, et trois canaux par satellite pour l'international. Il diffuse aussi sur des canaux provinciaux en Iran, à raison de un par province. L'IRIB fournit aussi 8 stations de radios majeures.
- L'IRIB possède aussi une société de production appelée « Sima Film ».
- L'IRIB possède un nombre record de chaînes de télévision diffusés sur le territoire nationale (pas moins de 26) en conséquence de la loi interdisant la diffusion de chaînes privées.

## Internet
La radio de la république islamique d'Iran dispose d'un site internet, en plusieurs langues. Le site internet est hébergé au sein même du territoire iranien, avec des sites miroirs un peu partout à l'étranger (le dernier étant localisé en République tchèque, vérifiable auprès de l'enregistrement whois du 6 octobre 2012)

## Dirigeants
| # | Président                            | Année       | En fonction |
| - | ------------------------------------ | ----------- | ----------- |
| 1 | Reza Ghotbi (en)                     | 1966–1979   | 13 ans      |
| 2 | Sadegh Ghotbzadeh                    | 1979–1982   | 3 ans       |
| — | Mohammad Mousavi Khoeiniha (intérim) | 1982–1984   | 2 ans       |
| 3 | Mohammad Hachemi Rafsandjani         | 1984–1994   | 10 ans      |
| 4 | Ali Larijani                         | 1994–2004   | 10 ans      |
| 5 | Ezzatollah Zarghami                  | 2004–2014   | 10 ans      |
| 6 | Mohammad Sarafraz (en)               | 2014–2016   | 2 ans       |
| 7 | Abdulali Ali-Asgari (en)             | 2016–2021   | 4 ans       |
| 8 | Payman Jebelli (fa)                  | depuis 2021 |             |

## Activités

### Radio
Radios nationales :
- IRIB Radio nationale
- IRIB Radio Farhang
- IRIB Radio Javan
- IRIB Radio Quran
- IRIB Radio Varzesh

Radios provinciales :
- IRIB Radio Sedaye Ashena
- IRIB Radio Maaref
- IRIB Radio Payam
- IRIB Radio Salamat
- IRIB Radio Tejarat
- IRIB Radio Alborz
- IRIB Radio Goftegoo
- IRIB Radio Ava
- IRIB Radio Nava

Service de radiodiffusion internationale :
- IRIB Service extérieur

### Télévision
- IRIB TV1
- IRIB TV2
- IRIB TV3
- IRIB TV4
- IRIB TV5
- IRIB Jame Jam (chaîne satellitaire, en farsi)
- IRIB Amoozesh
- IRIB Quran
- IRIB Koodak & Nojavan
- IRIB Salamat
- IRIB Nasim
- IRIB Ofogh
- IRIB Tamasha
- IRINN (info en continu, en farsi)
- Press TV (info en continu, en anglais)
- IRIB Varzesh
- iFilm
- IRIB Namayesh
- IRIB Shoma
- IRIB Mostanad
- Al-Alam News Network (en arabe)
- Al-Kawthar
- Sahar TV (en anglais, azéri, bosnien, français, espagnol, kurde et ourdou)
- HispanTV (en espagnol)
- Press TV (en anglais)

## Articles Connexes
- Ezzatollah Zarghami
- Ali Larijani
- Ali Jannati